# Bigfoot Family
Bigfoot Family es una película belga-francesa de comedia-drama animada por ordenador dirigida por Ben Stassen y Jeremy Degruson. Es la secuela de la película The Son of Bigfoot.

## Sinopsis
Bigfoot, el padre de Adam, desea aprovechar su prestigio para salvar el medioambiente. La protección de una reserva natural en Alaska en la que quiere instalarse una compañía petrolífera parece ser el caso ideal. Cuando Bigfoot desaparece sin dejar rastro, su hijo Adam y sus amigos animales están listos para lo que sea con tal de encontrarlo y salvar la reserva natural.

## Reparto
- Jules Wojciechowski como Adam, el hijo de Bigfoot.
- Chris Parson como Bigfoot / Dr. Harrison
- Rashida Jones como Arlo, uno de los manifestantes ambientales que Bigfoot conoce en Alaska.
- Shyloh Oostwald como Emma, amiga de Adam e interesada en el amor.
- Lindsey Alena como Shelly, la madre de Adam y la esposa de Bigfoot.
- Sandy Fox como Tina la ardilla.
- Joey Lotsko como Trapper el mapache.
- Laila Berzins como Weecha, compañera del mapache.
- Michael Sorich como Wilbur, el intimidante pero adorable oso.
- Joey Camen como el lobo.
- Johnny Hand como el conejo.

## Producción
La producción de Bigfoot Family comenzó poco antes del lanzamiento del séptimo largometraje de animación de nWave, The Queen's Corgi. La película es una secuela de The Son of Bigfoot.

## Lanzamiento
En junio de 2020, Bigfoot Family se estrenó en el Festival Internacional de Cine de Animación de Annecy. En el festival, fue nominada a Mejor Película de Animación.